# Günter Bindan

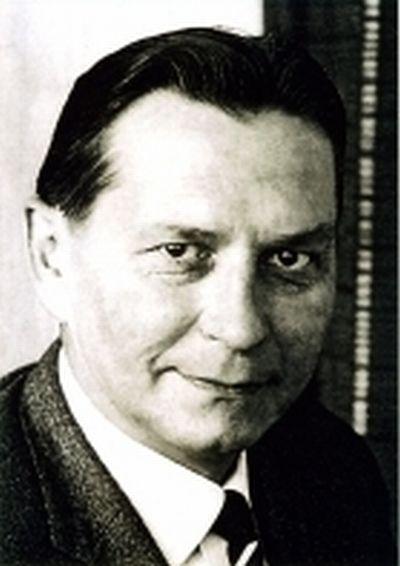
Günter Bindan

Günter Bindan (* 13. Januar 1920; † 1990 in Bremen) war ein deutscher Unternehmer und Wirtschaftspionier.

## Biografie
Bindan war gelernter Möbeltischler. Er gründete im Oktober 1960 in Bremen - Huckelriede unter seinem Namen die erste deutsche Zeitarbeitsfirma. Die Firma Bindan aus Vegesack bzw. Stuhr bei Bremen gehörte bis 2005 zu den führenden Zeitarbeitsfirmen in Deutschland. 2006 wurde die Firma Bindan von Marktführer Randstad gekauft. Zum April 2017 wurde die Firma bindan GmbH aus der Firma Partner Personaldienste Nord GmbH heraus gegründet und ist seitdem unter diesem Markenauftritt aktiv. Der Firmensitz ist Bremen, so dass historische Wurzeln wieder aufgegriffen wurden.
Bindan war verheiratet und hatte eine Tochter und zwei Söhne.